# Diederik Simon
Pour les articles homonymes, voir Simon.
Diederik Rudolf Simon est un rameur néerlandais né le 10 avril 1970 à Bloemendaal.

## Biographie
À Atlanta pour les Jeux olympiques d'été de 1996, Diederik Simon s'engage dans l'épreuve de huit avec Ronald Florijn, Michiel Bartman, Koos Maasdijk, Niels van der Zwan, Niels van Steenis, Nico Rienks, Jeroen Duyster et Henk-Jan Zwolle et remporte le titre olympique. Lors des Jeux olympiques d'été de 2000 à Sydney, il participe à l'épreuve de quatre de couple avec Jochem Verberne, Dirk Lippits et Michiel Bartman et remporte la médaille d'argent. La médaille est du même métal lors des Jeux olympiques d'été de 2004 à Athènes dans l'épreuve de huit avec Gijs Vermeulen, Jan-Willem Gabriëls, Daniël Mensch, Geert-Jan Derksen, Gerritjan Eggenkamp, Matthijs Vellenga, Chun Wei Cheung et Michiel Bartman. Simon est présent lors de la même épreuve aux Jeux de 2008 à Pékin, les Néerlandais terminant au pied du podium.

## Palmarès

### Jeux olympiques d'été
- 1996 à Atlanta,  États-Unis
  -  Médaille d'or en huit
- 2000 à Sydney,  Australie
  -  Médaille d'argent en quatre de couple
- 2004 à Athènes,  Grèce
  -  Médaille d'argent en huit

### Championnats du monde
- 2001,à Lucerne,  Suisse
  -  médaille d'argent en quatre de couple
- 2009,à Poznań,  Pologne
  -  médaille de bronze en huit barré